# Оранжерейний провулок
Оранжере́йний прову́лок — зниклий провулок, що існував у Жовтневому районі (тепер - територія Шевченківського району) міста Києва, місцевість Сирець. Пролягав від Оранжерейної вулиці.

## Історія
Провулок виник у 2-й половині 50-х років XX століття під назвою Нова вулиця. Назву Оранжерейний провулок набув 1957 року. 
Ліквідований 1977 року в зв'язку з переплануванням вулиць.